# Hidroala de propulsió humana

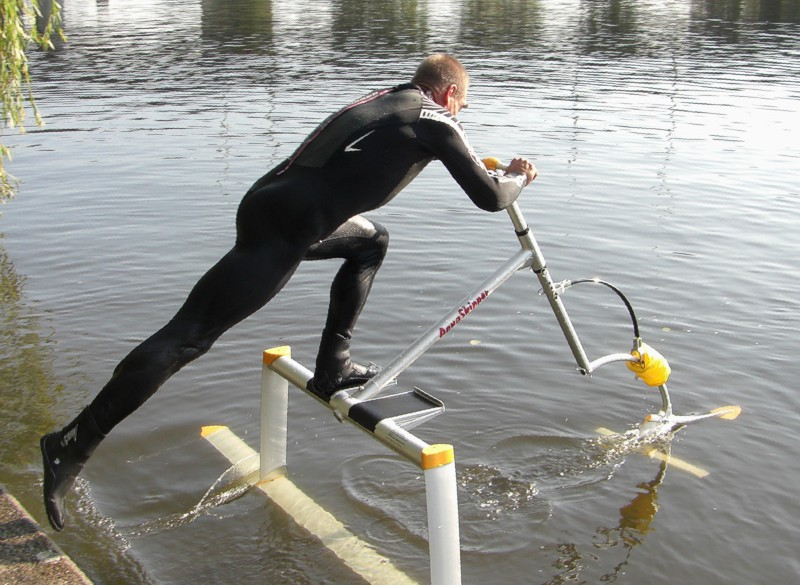
Llançant un AquaSkipper al riu Spree a Berlín

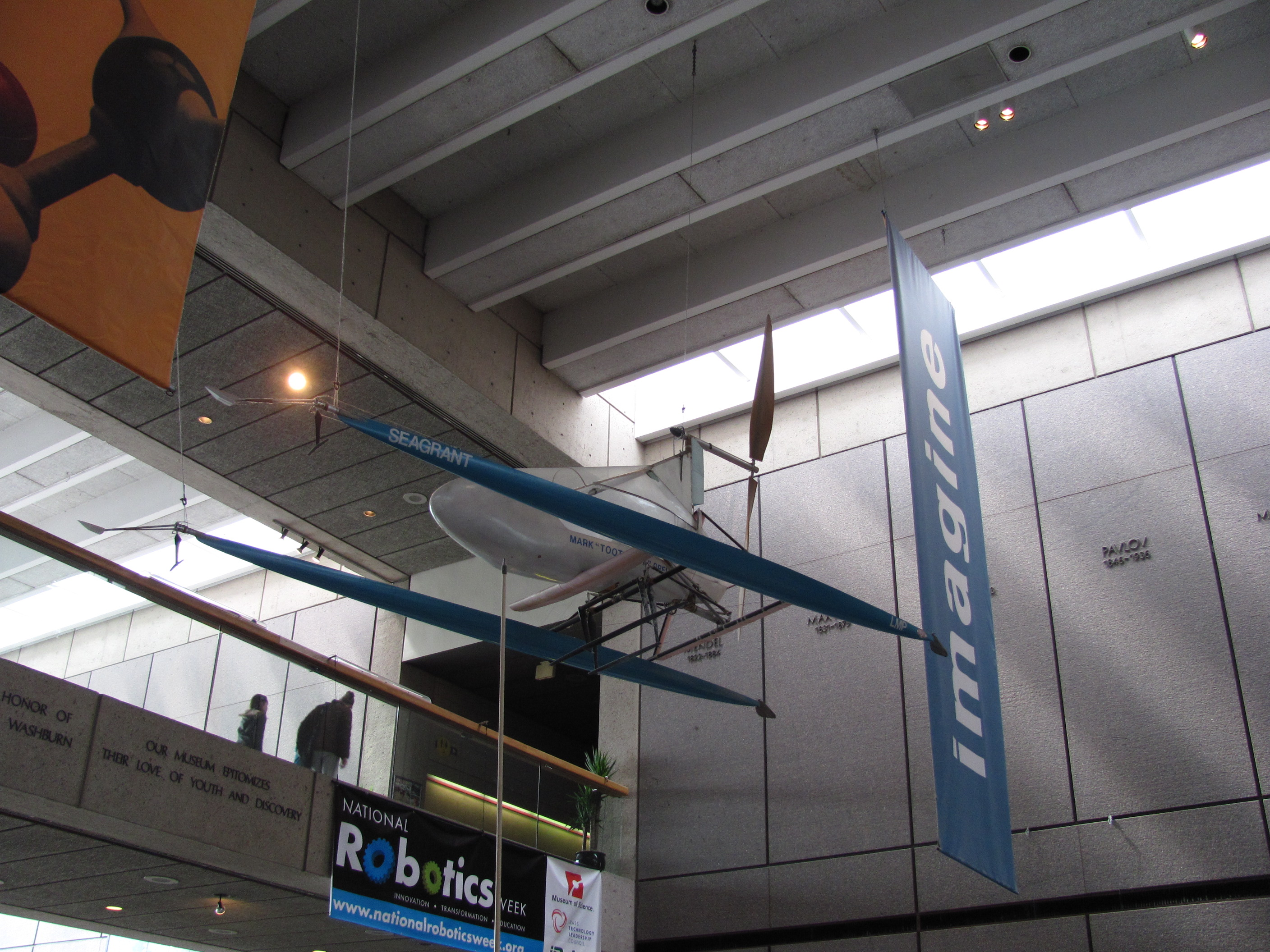
El Decavitator

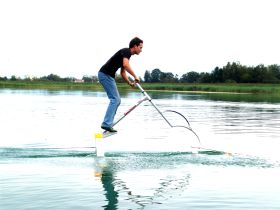
Un AquaSkipper en marxa

Un hidroala de propulsió humana és una petita embarcació hidroala propulsada completament per la força muscular dels seus operadors. Els vehicles hidroala són els vehicles aquàtics més ràpids propulsats únicament per la força humana. Poden assolir velocitats de fins a 34 km/h (21 mph; 18 kn), superant fàcilment els rècords mundials establerts pel rem competitiu que se situen en uns 20 km/h (12 mph; 11 kn) Aquest avantatge de velocitat s'aconsegueix ja que els hidroales no tenen un cos submergit per proporcionar flotabilitat, reduint molt la força d'arrossegament .

## Tipus de propulsió
Entre els diferents mitjans de propulsió hi ha: hèlice nàutica, com en els hidrocicles ; hèlixs d'avió, com en el Decavitator ; rems, com en un Flyak ; rems, com en el projecte de sculling en hidroala de Yale; i propulsió d'hidroala batent, tal com es detalla a continuació.

## Propulsió d'hidroala batent
Els aparells de propulsió d'ala batent són hidroales que produeixen propulsió forçant una làmina a moure's cap amunt i cap avall dins l'aigua. Aleshores, el moviment cap endavant de la làmina genera sustentació com en altres hidroales. Un disseny comú consisteix en una làmina gran a la popa que s'utilitza tant per a la propulsió com per mantenir el passatger per sobre de l'aigua, connectada a una làmina més petita a la proa que s'utilitza per a la direcció i l'estabilitat longitudinal. Els conductors operen el vehicle rebotant amunt i avall en una petita plataforma a la popa, mentre s'aguanten a una columna de direcció. S'inicia i s'aterra des de la riba, o preferiblement des d'un moll, i requereix una mica d'experiència. Quan es mou massa lentament, s'enfonsarà i el rang de velocitats possibles és 9–30 km/h (5.6–18.6 mph; 4.9–16.2 kn)
S'han desenvolupat diverses variacions en el disseny:
- El Wasserläufer va ser un precursor del disseny desenvolupat a Alemanya durant la dècada de 1950.[7]
- El lying Fish va ser desenvolupat per Allan Abbott i Alec Brooks el 1984.[8]
- El Pogofoil, amb pontons per a la flotació, es va desenvolupar als EUA el 1989.[9]
- El Trampofoil es va desenvolupar a Suècia el 1998.[10]
- L' AquaSkipper va ser desenvolupat als EUA el 2003.[11][12]
- La Pumpabike es va desenvolupar a Sud-àfrica el 2004.[6][13]

## Hidroales amb motor elèctric
- L' Hydrofoiler XE-1 és una bicicleta elèctrica Hydrofoil desenvolupada a Nova Zelanda a partir del 2011.[14]